# وارن سميث (عازف جاز)
وارن سميث (بالإنجليزية: Warren Smith)‏ هو عازف جاز أمريكي، ولد في 17 مايو 1908، وتوفي في 28 أغسطس 1975.

## وصلات خارجية
- ارين سميث على موقع ميوزك برينز (الإنجليزية)
- ارين سميث على موقع أول ميوزيك (الإنجليزية)
- ارين سميث على موقع ديسكوغز (الإنجليزية)